# KV Mechelen Dames
De KV Mechelen Dames vormen de  vrouwenvoetbaltak van KV Mechelen, een Belgische voetbalclub uit Mechelen die bij de KBVB is aangesloten met stamnummer 25. De club heeft rood en geel als kleuren en speelt terug in 1e Nationale, na 2 seizoenen (2022-24) in de Lotte Super League geacteerd te hebben.

## Geschiedenis
De damesafdeling van KV Mechelen werd opgericht in 2003, kort nadat de club in vereffening was gegaan. In eerste instantie zag men dit als een geschikte manier om als vrouwelijke KV-supporters ook eens te laten voetballen. Op de website van KV Mechelen werd een oproep gelanceerd om gelijkgezinde speelsters te ronselen, waarop 44 vrouwelijke KV-supporters reageerden. Het eerste jaar werd er vriendschappelijk gespeeld, meestal in onderlinge duels. Scheidsrechter van dienst was dan Mark Uytterhoeven.
In 2004 schreven de dames zich in bij de Belgische voetbalbond, waar ze in Derde provinciale startten. Het eerste seizoen was meteen een groot succes: de A-ploeg werd met gemak kampioen en ook de B-ploeg presteerde goed. De A-ploeg werd twee seizoenen op rij kampioen en klom daardoor meteen op naar Eerste Provinciale. Op 20 augustus 2005 haalden de KV Mechelen Dames de internationale pers, toen ze een bekerwedstrijd tegen SK Berlaar wonnen met 50-1. De ploeg liet de Berlaarse opponenten in de laatste minuut zonder tegenstand een goaltje scoren als 'eerredder'.
Na een lange serie ereplaatsen zonder promotie kon KV Mechelen in het seizoen 2013/14 dan toch de titel in Eerste provinciale binnenhalen en voor de eerste maal promoveren naar de nationale Derde klasse. In het eerste seizoen in de Nationale afdelingen werd KV Mechelen meteen tweede in de reeks, op één punt van kampioen Melsele. Een jaar later was het bij de tweede poging wel raak en promoveerden de KV Mechelen Dames als kampioen naar de Tweede nationale afdeling. In 2019 volgde dan voor het eerst de promotie naar de Eerste Klasse, het tweede niveau in het Belgische vrouwenvoetbal.
Het verhaal in eerste klasse werd vooral gekleurd door de COVID19 situatie die zorgde voor een opschorting en stopzetting van de lopende competities. In 2022 kon het kampioenschap echter volgemaakt worden en eindigde KV Mechelen Dames op een mooie tweede plaats achter kampioen KAA Gent Ladies B.
Dit resultaat en het positieve licentiedossier, zorgde voor een nieuwe mijlpaal in de geschiedenis van de club met de promotie naar het allerhoogste niveau en dus het debuut in de Lotto Super League voor het seizoen 2022-2023. Tijdens het daaropvolgende seizoen kondigde het bestuur aan in de komende jaren niet meer deel te nemen aan de Super League en op een lager niveau te zullen voetballen. 

## Resultaten

### Erelijst
- Derde klasse

winnaar (1x): 2016
tweede (1x): 2015
- Eerste provinciale

winnaar (1x): 2014
tweede (2x): 2009, 2013
derde (1x): 2011
- Tweede provinciale

tweede (5x): 2006 (A-ploeg); 2009, 2010, 2012, 2014 (B-ploeg)
derde (1x): 2013 (B-ploeg)
- Derde provinciale

winnaar (1x): 2005
tweede (1x): 2007 (B-ploeg)
- Beker van Antwerpen

winnaar (2x): 2009, 2014

### Seizoenen A-ploeg
| Seizoen | Reeks              | Niveau | Plaats | Punten | Beker        | Opmerkingen                                                              |
| ------- | ------------------ | ------ | ------ | ------ | ------------ | ------------------------------------------------------------------------ |
| 2004/05 | Derde provinciale  | 6      | 1      | 76     | -            |                                                                          |
| 2005/06 | Tweede provinciale | 5      | 2      | 68     | -            |                                                                          |
| 2006/07 | Eerste provinciale | 4      | 4      | 50     | -            |                                                                          |
| 2007/08 | Eerste provinciale | 4      | 6      | 48     | -            |                                                                          |
| 2008/09 | Eerste provinciale | 4      | 2      | 62     | -            | Overwinning Beker van Antwerpen                                          |
| 2009/10 | Eerste provinciale | 4      | 4      | 54     | -            |                                                                          |
| 2010/11 | Eerste provinciale | 4      | 5      | 53     | -            |                                                                          |
| 2011/12 | Eerste provinciale | 4      | 3      | 59     | 1/16e finale |                                                                          |
| 2012/13 | Eerste provinciale | 5      | 2      | 54     | Tweede ronde | Women's BeNe League als nieuwe hoogste niveau                            |
| 2013/14 | Eerste provinciale | 5      | 1      | 72     | Eerste ronde | Overwinning Beker van Antwerpen                                          |
| 2014/15 | Derde klasse A     | 4      | 2      | 68     | 1/16e finale |                                                                          |
| 2015/16 | Derde klasse A     | 4      | 1      | 68     | Vierde ronde |                                                                          |
| 2016/17 | Tweede klasse B    | 3      | 4      | 52     | Vierde ronde |                                                                          |
| 2017/18 | Tweede klasse B    | 3      | 3      | 57     | Derde ronde  |                                                                          |
| 2018/19 | Tweede klasse B    | 3      |        |        |              | promotie door uitbreiding Eerste klasse                                  |
| 2019/20 | Eerste Klasse      | 2      | 15     | 17     | Derde ronde  | seizoen stopgezet wegens Covid-19                                        |
| 2020/21 | Eerste Klasse      | 2      | -      | -      | -            | seizoen geannuleerd wegens Covid-19                                      |
| 2021/22 | Eerste Klasse      | 2      | 2      | 66     | 1/8e finales |                                                                          |
| 2022/23 | Superleague        | 1      | 9      | 9      | 1/8e finales | Play-off 2: 8 wedstrijden, 6 overwinningen, 2 gelijke spelen, 2e plaats. |
| 2023/24 | Superleague        | 1      | 10     | 11     | 1/4e finales | Vrijwillige degradatie                                                   |
| 2024/25 | Eerste Klasse      | 2      | 4      | 57     | 1/8e finales |                                                                          |
| 2025/26 | Eerste Klasse      | 2      |        |        |              |                                                                          |

## Trainers
- 2011 - 2014:  Raymond Loose
- 1/2015 - 6/2015:  Chris Venstermans
- 6/2015 - 10/2016:  Michaël Moins[7]
- 10/2016 - 6/2018:  Jan De Bakker
- 6/2018 - 12/2019:  Jo Joos
- 1/2020 - 6/2022:  Jan De Bakker
- 7/2022 - heden:  Farid Goreishvand

## Voorzitters
De voorzitster van de damesploeg is sinds de oprichting in 2003 Marie-Paule De Bell.

## Sponsors
- 2011-2014: PGB Trading
- 2014-2017: A+ Consulting
- 2016: Fitfaktor
- 2017-...: Telenet[8]

## Supporters
KV Mechelen heeft als enige vrouwenvoetbalclub in België een eigen officiële supportersclub, die onder de naam Gloria is aangesloten bij het overkoepelende Supportersorgaan Malinwa.